# Thomas Spitzer (Musiker)

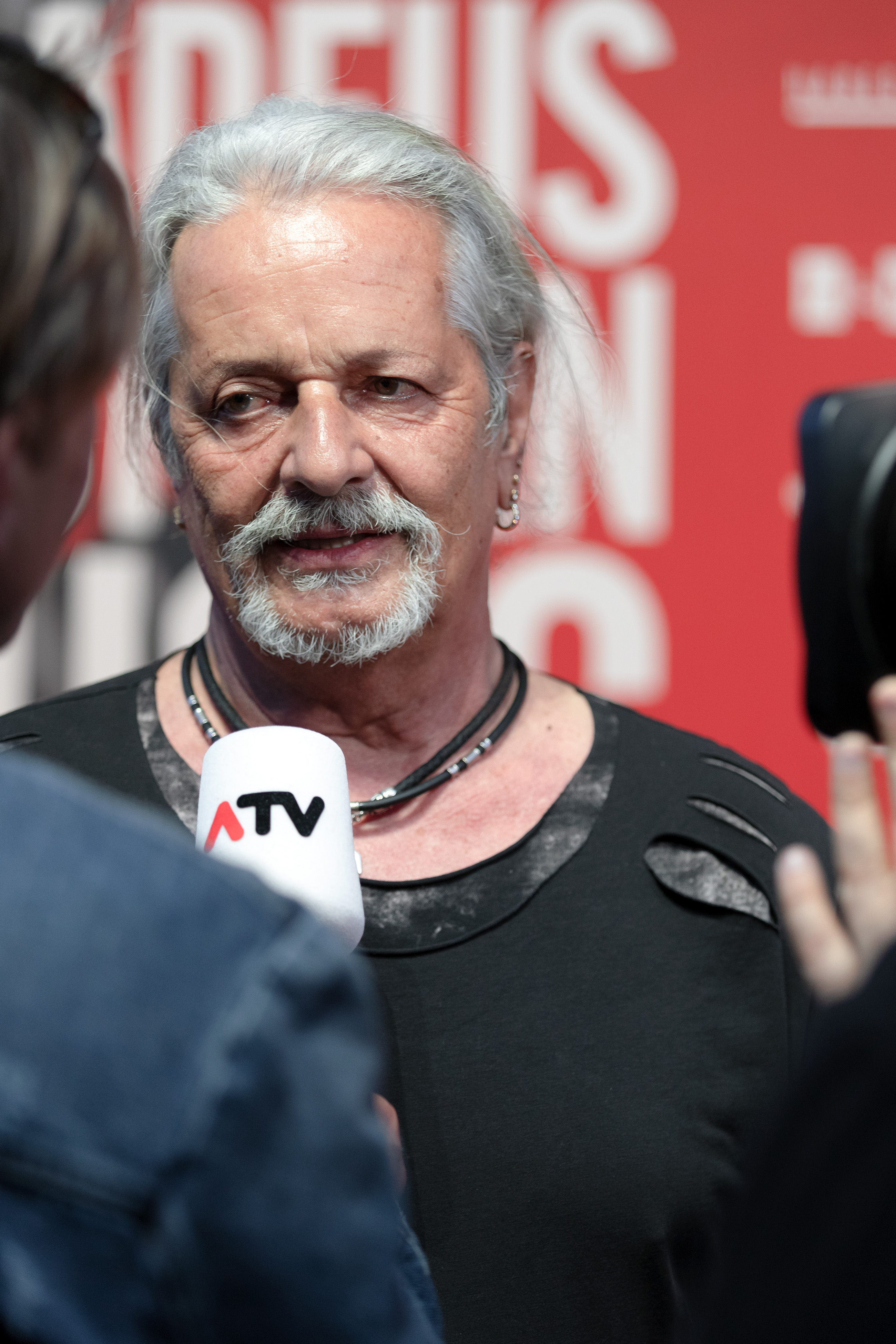
Thomas Spitzer (2019)

Thomas Harald Spitzer (* 6. April 1953 in Graz-Liebenau) ist ein österreichischer Texter, Komponist, Sänger, Gitarrist und Grafiker. Er war Gründungsmitglied und Kopf der Ersten Allgemeinen Verunsicherung (EAV), deren Songtexte und Lieder, Albencover und Illustrationen nahezu ausschließlich von ihm stammen.
Mit über 10 Millionen verkauften Tonträgern ist er einer der kommerziell erfolgreichsten Unterhaltungsmusiker im deutschen Sprachraum der 1980er und 1990er.

## Leben

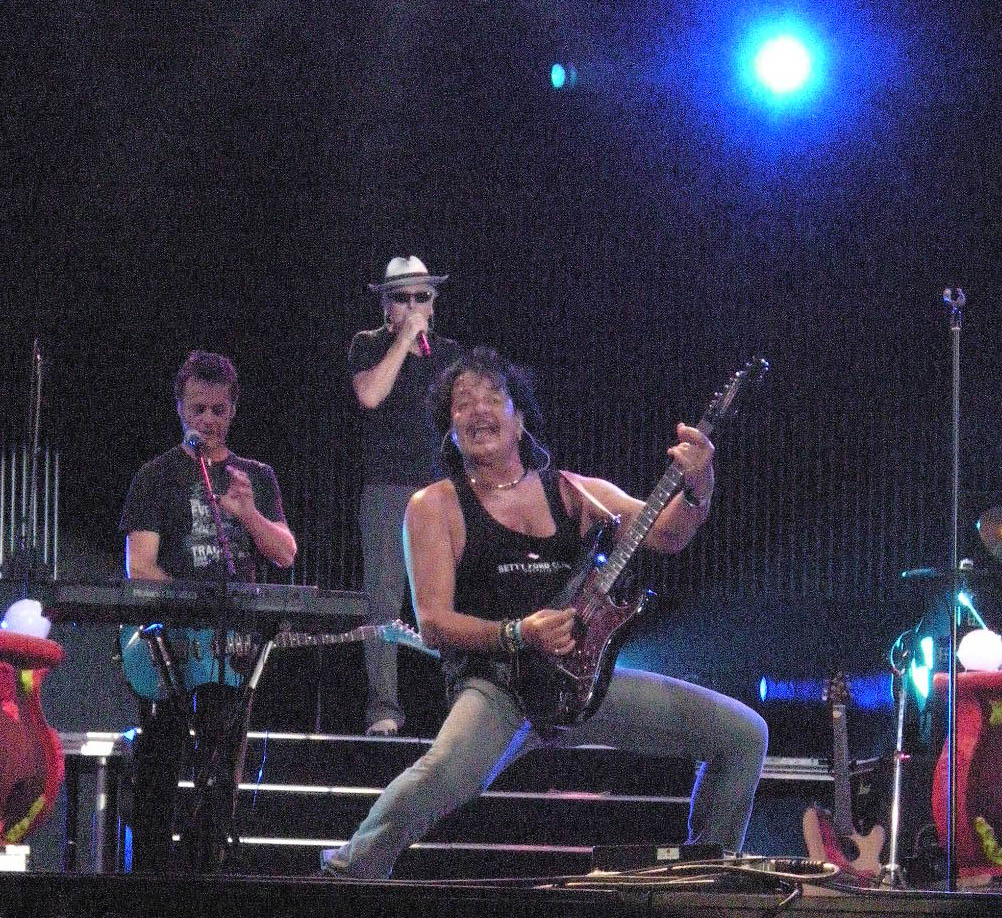
Thomas Spitzer (vorne, mit Gitarre) bei einem Auftritt der EAV 2008

### Jugend und Ausbildung
Thomas Spitzer wurde als Sohn des Schriftstellers Harald Erich Gustav Adolf Spitzer (1903–1969) und seiner Frau, der Journalistin (Tagespost, Kleine Zeitung) Georgine Theresia Spitzer, geb. Fürbass, (1921–2012) in Graz geboren. Seine Kindheit und Jugend war geprägt vom pedantischen, strengen Vater, der ihn weder Comics lesen, Radio hören noch fernsehen ließ. Jedoch gehörten Wilhelm Buschs Gesammelte Werke zur geduldeten Literatur. Zeitlebens blieb dieser Einfluss, sowohl im illustrativen Kontext als auch in seinem Humor-Verständnis, in den Werken Spitzers bestehen.
1960 zog die Familie für einige Zeit nach Rohrbach und er besuchte die Volksschule in Oswald bei Plankenwarth, bevor sie fünf Jahre später nach Graz zurückkehrte. Ab 1964 setzte er dort seine Ausbildung im BRG Kepler und anschließend in der Ortweinschule fort. Da sich der psychische Zustand des Vaters verschlechterte, kam er zeitweise in einer Pflegefamilie unter. Dort lernte er Walter Hammerl kennen, späterer erster Conférencier der Ersten Allgemeinen Verunsicherung.
Nach dem Grundwehrdienst in Bad Radkersburg studierte er ab 1974 Grafik an der Universität für angewandte Kunst in Wien. Als Diplomarbeit reichte er 1979 das Album 1. Allgemeine Verunsicherung, Bühnenbild- und Kostümentwürfe sowie den Mitschnitt der Live-Show als multimediales Projekt ein und erhielt dafür das Grafiker-Diplom.

### Musikalische Anfänge
Als 14-Jähriger brachte sich Thomas Spitzer autodidaktisch das Gitarrespielen bei und gründete mit Walter Hammerl eine erste Band. 1968 traf er auf Gert Steinbäcker und gemeinsam wirkten sie in der steirischen Rockband Mephisto, mit der sie unter anderem 1971 auf dem Musikfestival Popendorf 71 auftraten. Im Sommer arbeitete Spitzer in der Nähe von Recklinghausen, in der Zeche Ewald, unter Tage, um sich einen eigenen Gitarrenverstärker kaufen zu können.
In Wien spielte er als Gitarrist zunächst lose in verschiedenen Formationen mit, bevor er schließlich den Kommilitonen Nino Holm kennen lernte. Dieser musizierte bereits mit Eik Breit und Anders Stenmo in der Gruppierung Antipasti, welche daraufhin aufgelöst wurde, um gemeinsam 1977 die Erste Allgemeine Verunsicherung (EAV) zu gründen. Ein Jahr später bat Spitzer seinen Bekannten Wilfried Scheutz, ob er als Sänger die junge Formation auf ihrer ersten Tournee unterstützen könne. Nach Zusage kam es im Mai 1978 im Wiener Schauspielhaus zur Uraufführung der Musiktheater-Show 1. Allgemeine Verunsicherung und im Oktober wurde das erste Album veröffentlicht.
Ein Jahr darauf stieg Jugendfreund Gert Steinbäcker als Sänger bei der Band ein. Das ausgefeiltere, dritte Programm Café Passé führte zu wochenlang ausverkauften Zwischenstopps in Hamburg, Berlin und München. Für das gleichnamige Konzept-Album, dessen Texte sowie Kompositionen nun bereits überwiegend von Thomas Spitzer stammen, erhielten sie 1982 den Deutschen Schallplatten-Kritikerpreis und den Berliner Wecker.
1981 steuerte er sieben Texte zu Wilfrieds Werken bei, wovon Highdelbeeren zu seinem ersten Radio-Hit avancierte. Es folgte ein Schicksalsschlag: Im Frühjahr starb Walter Hammerl durch Suizid. Nachdem der von Spitzer favorisierte Stefan Weber absagte, holte er schließlich Klaus Eberhartinger, ein ehemaliger Freund seiner Schwester, als neuen Conférencier in die Band.
1983 entschloss sich Gert Steinbäcker das Hauptaugenmerk auf das eigene Projekt S.T.S. zu legen und verließ die gemeinsame Band. Thomas Spitzer fand mit Mario Bottazzi einen neuen Sänger. In dieser Formation schaffte das dritte EAV-Album Spitalo Fatalo bei dem Major Label EMI Anklang zu finden. Afrika – Ist der Massa gut bei Kassa und Alpenrap erwiesen sich als erste Hits.
Parallel schrieb Thomas Spitzer Songs für die Bands Fezzz!, Nina e Maria und die Kurt Gober Band.

### 1984–2019: Kommerzielle Erfolge, EAV
Von dem vierten EAV-Album À la carte konnte erneut mit einer Single-Auskopplung, Go Karli Go, ein Radio-Erfolg verbucht werden, doch erst mit dem Album Geld oder Leben!, welches fünffach Platin in Österreich erreichte und sich auch in Deutschland sowie der Schweiz 60 Wochen in den Charts halten konnte, gelang der internationale Durchbruch. Als Single reüssierte vor allem Ba-Ba-Banküberfall, die sich in den Top-10 Deutschlands und Österreichs sowie darüber hinaus in den Niederlanden und Belgien in den Hitparaden positionierte. In Österreich wurde der Märchenprinz zu seinem ersten Nummer-1-Hit.
Mitte der 1980er trat Thomas Spitzer nun außerdem für Künstler wie Mike Krüger, Boris Bukowski, Hansi Dujmic und Carl Peyer (dessen größter Hit Romeo und Julia von Spitzer/Holm stammt) als Songwriter in Erscheinung.
1987 veröffentlichte Thomas Spitzer mit der Ersten Allgemeinen Verunsicherung das kommerziell erfolgreichste Album seiner Karriere Liebe, Tod & Teufel. Sechsfach-Platin in Österreich und eine Top 2 Platzierung für die Single Küss die Hand schöne Frau in Deutschland machten seine humoristischen Texte einem noch größeren Publikum bekannt. Die politischen, kritischen seiner Inhalte gingen teils in der öffentlichen Wahrnehmung unter beziehungsweise wurden von den Single-Hits überschattet, was nicht zuletzt auch daran lag, dass zum Beispiel Songs wie Burli (Atomkritik) oder s'Muaterl (Kirchenkritik) von Sendern wie dem Bayerischen Rundfunk auf den Index gesetzt worden waren.
Für die ausgedehnten Tourneen gestaltete Thomas Spitzer mit Nino Holm opulente Bühnenshows und auch bei den TV-Auftritten (z. B. mehrfach Wetten, dass...?) wurde die comic-esken Masken und Verkleidungen der Band zum Markenzeichen. Live spielte er vornehmlich E-Gitarre und kam als Sänger mit seiner markanten Bass-Stimme zum Einsatz. Nur wenige EAV-Songs interpretierte er als Hauptsänger. Beispiele dafür sind die skeptische Reaktion auf den Mauerfall Es steht ein Haus in Ostberlin (1990) oder der Titel Babuschka (2015). Die einzigen EAV-Lieder, die er nicht schrieb, sind Es wird Heller (1983; geschrieben von Steinbäckers S.T.S.-Kollegen Schiffkowitz) und Scheitlknian am Weihnachtsabend (2021; geschrieben von der ebenfalls steirischen Gruppe Horst). Selbst nahm er nicht an jedem EAV-Konzert teil, sondern setzte häufig einen Ersatzgitarristen ein.
In den 1990er Jahren veröffentlichte Thomas Spitzer mit der Ersten Allgemeinen Verunsicherung weitere vier Nummer-1-Alben. Goldene Stimmgabeln, Berolinas (Vorgänger Echo) und schließlich auch der World Music Award wurden ihm und seinen Kollegen verliehen.
1991 traf er auf Udo Jürgens und textete für ihn die Songs Café Größenwahn und Na und...?! sowie ab 1990 fortlaufend für die Solo-Alben Gert Steinbäckers.
Weiters entwarf er 1993 den Text Maria Magdalena für den Eurovision Song Contest und begleitete Sänger Tony Wegas nach Irland. Im gleichen Jahr fand zu seinem 40. Geburtstag ein Benefiz-Konzert für die Hilfsaktion Nachbar in Not statt, bei dem seine Wegbegleiter und Freunde Wolfgang Ambros, Falco, Opus, S.T.S, Boris Bukowski, Jazz Gitti, Stefanie Werger und weitere mitwirkten.
1994 produzierte er mit Tony Wegas das Album Durada Dschal ... weiterzieh'n, worin er die gescheiterte Beziehung zu einer Sintiza verarbeitete und auf die Situation der Sinti und Roma aufmerksam machte. Die Rolle des Co-Produzenten nahm er fortan öfter, vor allem in seinem eigenen Studio in Diani Beach (Kenia), ein. Mit Himbeerland, einem Schlager-Parodie-Album, realisierte Spitzer einen Jugendtraum: Als großer Bewunderer Frank Zappas begab er sich auf die Spuren dessen Elaborats Cruising with Ruben & the Jets (1968).
Mitte der 1990er mussten diverse Firmen rund um die Erste Allgemeine Verunsicherung Konkurs anmelden. Die meisten Gründungsmitglieder verließen die Band. Spitzer übernahm größtenteils die Schulden, aber damit auch das alleinige Recht an der Marke EAV, und stellte die Formation neu auf. Eine musikalische Neuausrichtung weg vom Austropop hin zur Rockmusik (die den Beginn seiner Karriere geprägt hatte) fand ab dem Album Frauenluder (2003) vermehrt statt.
2005 begab sich die Band rund um Thomas Spitzer und Klaus Eberhartinger auf Jubiläums-Tour und veröffentlichte das Best-Of-Album 100 Jahre EAV. Bis heute verzeichnete es 204 Wochen (Stand 2021) in den österreichischen Charts und Platin-Status in Deutschland. 2010 kündigte Spitzer in einem Interview mit dem österreichischen Format an, sich vom aktiven Bühnengeschäft der EAV zurückzuziehen, da er sich durch das „EAV-Tralala-Korsett“ künstlerisch immer mehr eingeengt fühle und ihm jede musikalische und künstlerische Arbeit abseits der EAV mehr Spaß mache. Anlässlich seines 60. Geburtstags stellte Spitzer seine Rückkehr auf die Bühne zur Veröffentlichung eines neuen EAV-Albums aus seiner Feder in Aussicht. Dieses erschien am 30. Jänner 2015 unter dem Titel Werwolf-Attacke – Monsterball ist überall. Von Februar bis April 2015 war Spitzer mit der EAV wieder auf Tour.
Nach insgesamt 18 regulären Studio-Alben in 42 Band-Jahren mit und für die Erste Allgemeine Verunsicherung sowie zugehörigen Tourneen die nach Deutschland, Österreich, die Schweiz, Tschechien und Italien führten, kündigten Spitzer und Eberhartinger 2019 die Band-Auflösung an. Die vielfach ausverkaufte Abschiedstournee mit über 90 Konzerten fand ihr Ende in der Wiener Stadthalle.
Ein Radio-Hit gelang Spitzer und Nachwuchs-Talent Lemo mit Gegen den Wind. Dafür wurden sie mit dem Amadeus Austrian Music Award in der Kategorie Songwriter des Jahres ausgezeichnet. Die beiden Musiker präsentierten diesen Song unter anderem bei Best of Meets Classic.

### Ab 2019
Im Zuge der COVID-19-Pandemie adaptierte er den Titel „Küss die Hand, schöne Frau“ und schrieb ihn im Mai 2020 zu „Küss die Hand, Pandemie!“ um.
2021 veröffentlichte er das Weihnachtsalbum EAVliche Weihnachten, an dem Paul Pizzera, Christopher Seiler, Willi Resetarits, Turbobier und weitere mitwirkten.
Weiters tritt er vereinzelt mit befreundeten Musikern live auf (2021: Turbobier; 2022: Pizzera&Jaus, Matakustix).

### Als bildender Künstler
Während seines Grafikstudiums kam es zu ersten vereinzelten Ausstellungen (u. a. 1976 in Arnfels, 1977 in Feldbach) von Thomas Spitzers Arbeiten, die vor allem sein Mentor Gerald Brettschuh unterstützte.
Der Erfolg der Karriere als Musiker ließ diese Ambitionen einige Jahrzehnte in den Hintergrund treten. Zwar nützte er seine erworbenen Kenntnisse vielfach um sowohl Artwork, Bühnenbild, Videoskripte als auch Kostüme der Ersten Allgemeinen Verunsicherung zu kreieren, doch erst Ende der 1990er Jahre fokussierte er sich erneut auf die Malerei und Grafik. 2008 wurde diese Werke in Leibnitz ausgestellt.
2018 widmete sich das Karikaturmuseum Krems mit einer ausführlichen Werkschau dem bisherigen Lebenswerk Spitzers.
Als Auftragsgrafiker trat er unter anderem für Wilfried, Fezzz, KGB, Win2Day und Sony Music in Erscheinung. Zu den letzten drei Alben der EAV steuerte er weiters aufwendig mit Comics und Karikaturen illustrierte Bücher zu den jeweiligen CDs bei.

### Sonstiges
1986 war Thomas Spitzer als Gastsänger auf dem Drahdiwaberl-Album Jeannys Rache zu hören, 2022 auf einem Austrofred- und Kurt-Razelli-Album.
Zusammen mit Gert Steinbäcker erarbeitete er in den 1980ern drei Theaterstücke, die im Schauspielhaus Graz bzw. Landestheater Salzburg zu Uraufführung kamen.
1992 wurde Thomas Spitzer von dem österreichischen FPÖ-Politiker Jörg Haider wegen Verleumdung (Song Erzherzog Jörgerl) verklagt. Haider verlor den Prozess.
2019 wurde ihm im Rahmen eines Konzertes in der Stadthalle Graz der Titel „Professor“ verliehen.

## Privates
1992 zog Spitzer nach Diani Beach, Kenia. Dort erwarb er ein Grundstück und baute sich unter anderem ein Musikstudio. Aufgrund der COVID-19-Pandemie entschloss er sich 2021 nach Österreich zurückzuziehen und ließ sich in Fehring nieder.
Er hat eine Tochter und einen Sohn.

## Auszeichnungen (Auswahl)
- 1982: Deutscher Schallplatten-Kritikerpreis – mit Erste Allgemeine Verunsicherung (EAV)
- 1982: Berliner Wecker – mit Erste Allgemeine Verunsicherung (EAV)
- 1991: World Music Award – mit Erste Allgemeine Verunsicherung (EAV)
- 2006: Goldene Stimmgabel – mit Erste Allgemeine Verunsicherung (EAV)
- 2018: Großer Josef-Krainer-Preis[44]
- 2018: Österreichischer Kabarettpreis
- 2018: Verleihung des Berufstitels „Professor“
- 2019: Amadeus Austrian Music Award für das Lebenswerk – mit Erste Allgemeine Verunsicherung (EAV)
- 2019: Amadeus Austrian Music Award – Kategorie Songwriter des Jahres, gemeinsam mit Lemo[45]

## Spitzer als Texter
Spitzer ist für seine satirisch-bissigen Liedtexte und Reime bekannt. Neben seinen Arbeiten für die Erste Allgemeine Verunsicherung schrieb Spitzer auch für andere österreichische Künstler, für Udo Jürgens textete er etwa das Lied Cafe Größenwahn. Anlässlich des Jubiläums „1000 Jahre Österreich“ schrieb er Tu felix Austria, das zusammen mit Wolfgang Ambros, Gert Steinbäcker und Opus aufgenommen wurde. Auch der Text von Carl Peyers Austropop-Hit Romeo und Julia stammt von Spitzer.
In seinen Versen verwendet Spitzer Austriazismen, Dialektausdrücke und bewusst eingesetzte grammatikalische Ungenauigkeiten, die den Liedtexten Lokalkolorit geben:

„Da im Discostadl regiert der Furchenadel

und der Landmann schwingt sein strammes Wadl.

Doch die Girls von der Heide sind eine Augenweide

und ich frag eine Prinzessin: ‚Na, wie wärs denn mit uns beide?‘“

Ein weiteres Merkmal von Spitzers Texten ist die häufige Mischung von deutschen und anderssprachlichen Satzteilen:

„She was white like the snow

from the Kilimandscharo,

etwas dicklich um die Mitten

und sie kam aus Favoriten.

Auf eine Sex-Safari

flog die Bur’nwurst-Mata-Hari

to the beach of Kenia,

natürlich ohne Hawara.“

## Publikationen
- 2023: Herz auf Reisen, Buch und Hörbuch, Ideas Edition